# Maciste contre les Mongols
Pour plus de détails, voir Fiche technique et Distribution.
Maciste contre les Mongols (titre original : Maciste contro i mongoli) est un film italien de Domenico Paolella sorti en 1963.

## Synopsis
Alors qu'il est sur le point de mourir, Gengis Khan demande à ses trois fils de cesser de verser le sang. Or, les trois barbares ne rêvent que de guerres et de conquêtes. Ils tuent un de leurs prêtres, font accuser les chrétiens puis prennent possession de la principauté de Tulada. Voulant tous les trois convoiter la princesse Bianca, héritière du trône, ils décident d'en découdre lors d'un tournoi. Mais un adversaire inattendu se présente sur leur route : le géant Maciste...

## Fiche technique
- Titre original : Maciste contro i mongoli
- Réalisation : Domenico Paolella
- Scénario : Alessandro Ferraù, Luciano Martino et Domenico Paolella
- Directeur de la photographie : Raffaele Masciocchi
- Montage : Otello Colangeli
- Musique : Carlo Savina
- Costumes : Vera
- Genre : Film dramatique, Film d'aventure, Film d'action, Péplum
- Pays :  Italie
- Durée : 90 minutes
- Date de sortie :
  - Italie : 29 novembre 1963
  - France : 24 juin 1964

## Distribution
- Mark Forest (VF : Jacques Torrens) : Maciste
- José Greci (VF : Michèle André) : la princesse Bianca de Tuleda
- Maria Grazia Spina (VF : Jeanine Freson) : Ljuba
- Ken Clark (VF : René Arrieu) : Sayan
- Renato Rossini (VF : Jean-Pierre Duclos) : Susdal
- Nadir Baltimore (VF : Henry Djanik) : Kin Khan
- Tullio Altamura (en) (VF : Gérard Férat) : Osvaldo
- Bianca Doria : Raja
- Fedele Gentile (VF : Émile Duard) : Bernard
- Loris Loddi (VF : Benjamin Boda) : Alessio
- John McDouglas : le roi
- Renato Terra : Karikan